# サント＝バルブ (モゼル県)
サント＝バルブ （Sainte-Barbe）は、フランス、グラン・テスト地域圏、モゼル県のコミューン。

## 地理
サント＝バルブはロレーヌ高原、メスの東北東に位置する。村には3つの集落がある。北のアヴァンシー、東のシュビー、南のグラである。

## 由来
- Sainte-Bairbe (1300年)、Sainte-Bairbe (1404年)、Sainte-Bairbe aux Chants (1516年)、Sainte Barbe (1793年)。
- 1871年-1915年 : Sainte Barbe[1], 1915年-1918年（ドイツ支配下） : Sankt Barbara（ザンクト・バルバラ）、1940年-1944年（ナチス・ドイツ支配下） : Sankt Barbara.

住民の古いニックネームは、Lés cinguieus (神の肉による、の意味）といった。

## 歴史
- 村はペイ・メサン地方のオー・シュマン地区（メスの北東部を指す）に含まれた。
- 有名なメサン地方の巡礼地となる聖所を建設したのはクロード・ボドシュである（16世紀初頭）。
- 1633年、ベネディクト会派修道院は、サン・ヴァンヌおよびサンティダルフ会衆に属した。
- 1810年、サント＝バルブはアヴァンシー、シュビー、グラの3コミューンを併合した[3]。

## 人口統計
2016年時点のコミューン人口は737人で、2011年時点の人口より0.82%増加した。
| 1962年 | 1968年 | 1975年 | 1982年 | 1990年 | 1999年 | 2004年 | 2016年 |
| ------ | ------ | ------ | ------ | ------ | ------ | ------ | ------ |
| 268    | 269    | 302    | 403    | 525    | 672    | 717    | 737    |

参照元:1962年から1999年までは複数コミューンに住所登録をする者の重複分を除いたもの。それ以降は当該コミューンの人口統計によるもの。1999年までEHESS/Cassini、2006年以降INSEE

## 史跡
- サント・バルブ教会 - 1516年建設。1827年に身廊が破壊され、再建された。要塞化された鐘楼はかつてベネディクト会派小修道院に属していた（現在は消滅）。塔の西側および四角形の塔は16世紀以来のもの。

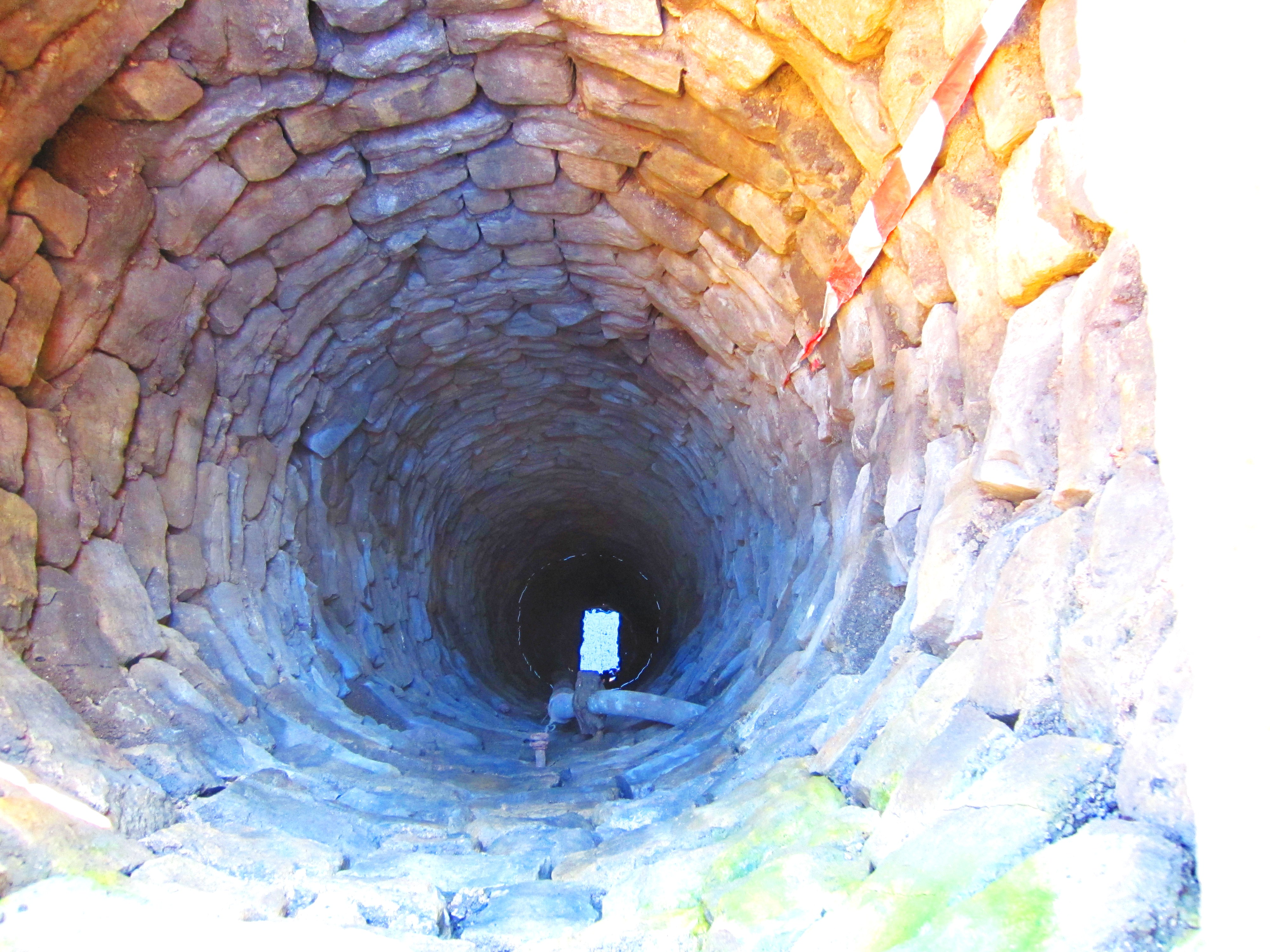
サント・バルブ教会前の井戸